# Paratrachelophorus nodicornis
Paratrachelophorus nodicornis es una especie de coleóptero de la familia Attelabidae.

## Distribución geográfica
Habita en Taiwán.